# Chevrolet S-10 Blazer
Il Blazer è stato un SUV prodotto dalla Chevrolet dal 1983 al 2012. La prima serie del Blazer era chiamata "S-10 Blazer". Il modello, quando montava la trazione integrale, era denominato Blazer T-10. Analogo al Blazer, venne offerto anche il quasi identico GMC Jimmy S-15, la cui versione a quattro ruote motrici era chiamata T-15.

## Il contesto
La produzione iniziò nel 1983, in contemporanea con la commercializzazione del Chevrolet K5 Blazer, introdotto l'anno prima, e continuò in Nordamerica fino al 2005, ed in Brasile fino al 2012. Negli Stati Uniti le vendite, dopo il 2004, furono limitate alla versione a due porte, mentre tutti gli altri modelli vennero venduti, fino al 20 aprile 2005, solo alle società private come auto aziendali. Nel mercato canadese, i modelli a quattro porte del Blazer e del Jimmy furono venduti fino al model year 2004, mentre le versioni a due porte vennero commercializzate fino al model year 2005. Il modello venne offerto con due tipi di carrozzerie, due e quattro porte.
I SUV della Serie S, da cui la sigla S-10 nel nome del modello, che erano così nominati perché basati sui pick-up Chevrolet S-10 e GMC S-15, furono prodotti a Pontiac, a Linden, a Moraine, a Shreveport, a Caracas, a San Paolo, a São José dos Campos ed in Indonesia.
Anche quando cessò la produzione negli Stati Uniti, i Blazer continuarono ad essere assemblati in Brasile con stampi per lamierati propri. In Nordamerica, lo stabilimento di Moraine produceva solo versioni a quattro porte, mentre i modelli sia a due che a quattro porte venivano prodotti a Linden, che era il principale sito di produzione dopo che venne trasferito (poco dopo il 1995) dalla città di Pontiac, nel Michigan, dove in seguito sono stati costruiti autocarri pesanti.
Durante gli anni in cui fu prodotto, il Blazer fece parte di due categorie di veicoli differenti. Dal 1983 al 1994 il modello appartenne alla categoria dei SUV compact, mentre dal 1995 al 2005 alla classe dei SUV mid-size. In entrambi i casi, il motore era montato anteriormente, e la trazione era all’avantreno o integrale. Il modello venne offerto con due tipi cambi, a quattro o cinque rapporti.

## La prima serie: (1983–1994)

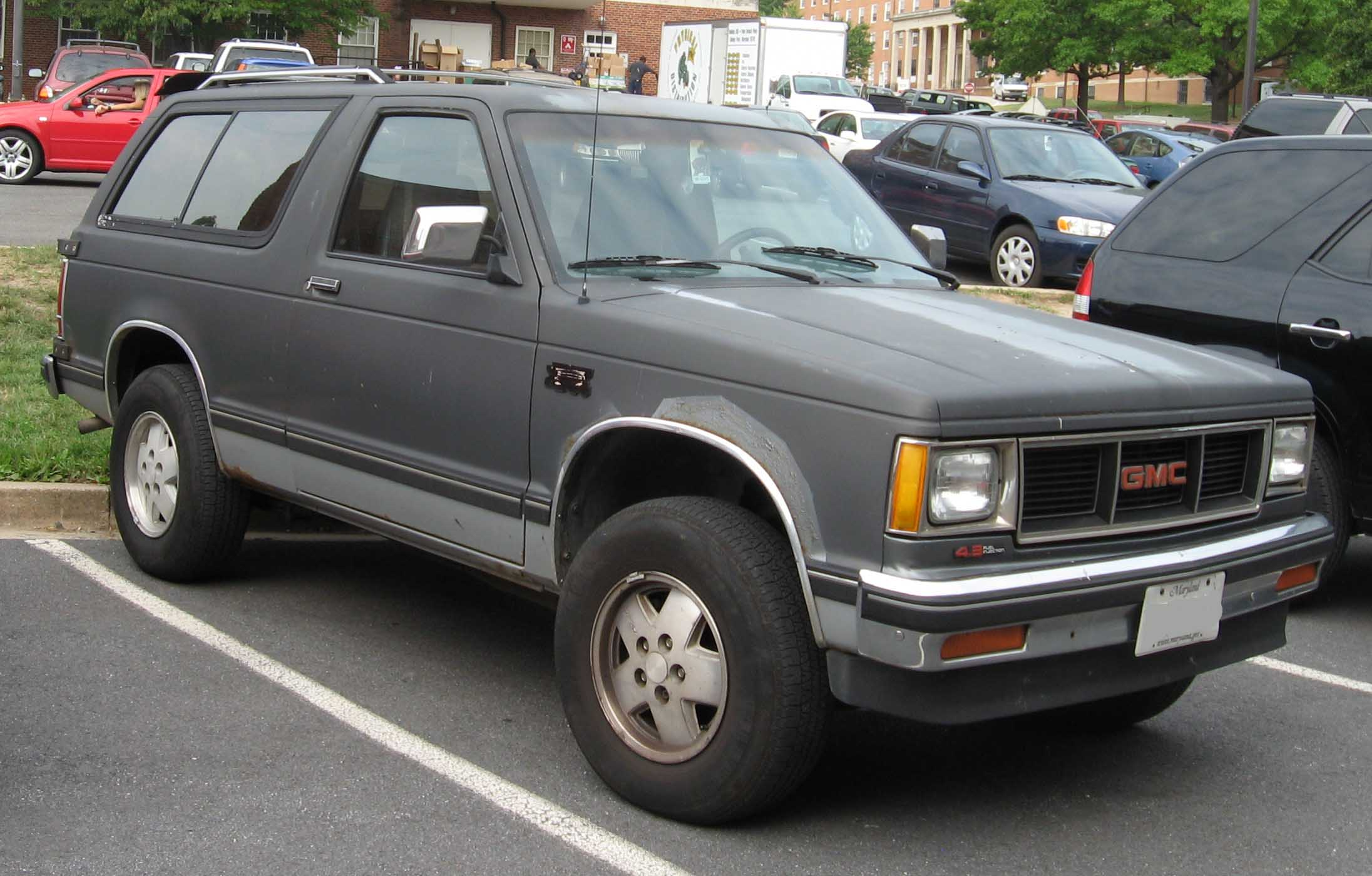
Un GMC S-15 Jimmy due porte

L'anno successivo all'introduzione del pickup Chevrolet S-10 (1982), che sostituì il Chevrolet LUV, vennero introdotti l’S-10 Blazer ed il GMC S-15 Jimmy.
Molte caratteristiche, tipo il montante posteriore inclinato e le superfici vetrate, derivavano dalla prima generazione dei K5 Blazer/Jimmy. Il Blazer ed il Jimmy non possedevano l'hard-top rimovibile come gli omologhi SUV full-size. All'inizio i due modelli vennero offerti solo con carrozzeria due porte.
Il motore offerto di serie era un quattro cilindri in linea a valvole in testa da 2 L di cilindrata, che produceva 83 CV di potenza. Era anche offerto un motore V6 opzionale da 2,8 L e 110 CV, che è stato anche disponibile sulla Jeep Cherokee fino al 1987.

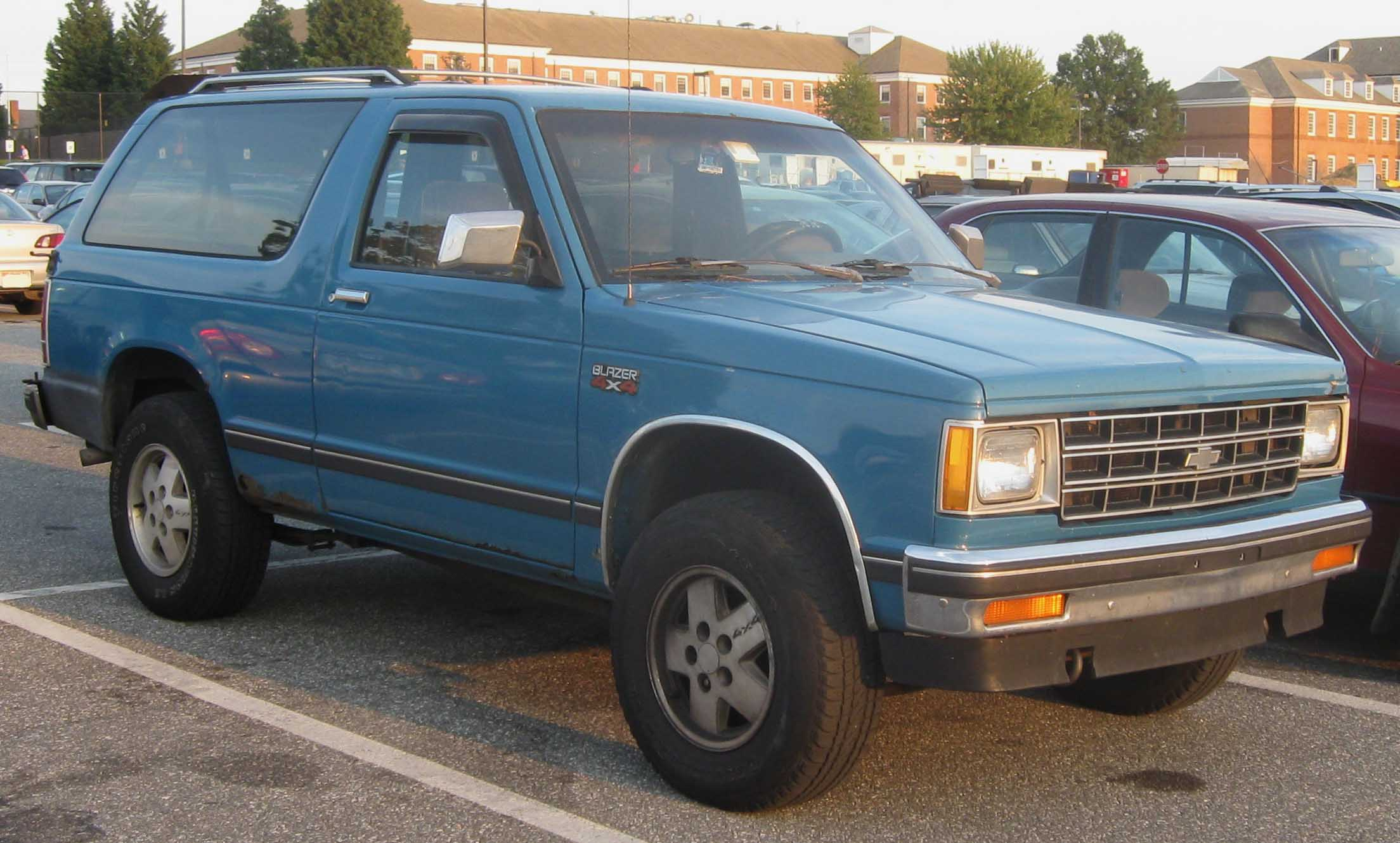
1983–1990 Chevrolet S-10 Blazer due porte 1983/1990

In California i due motori vennero sostituiti da due propulsori Diesel da, rispettivamente, 1,9 L e 2,2 L. Il primo era a quattro cilindri in linea, mentre il secondo erogava 58 CV ed era condiviso con i pick-up della Serie-S.
Nel 1985 i motori da 1,9 L, 2 Le 2,2 L vennero tolti dal listino, venendo sostituiti da un propulsore da 2,5 L. Il motore V6 venne aggiornato e fu installato un sistema ad iniezione a corpo farfallato, che migliorò i consumi e le prestazioni. La Jeep sostituì nel 1987 il motore V6 da 2,8 L con un più potente propulsore a sei cilindri in linea da 4 L e 173 CV. Per mantenere competitivi il Blazer ed il Jimmy, nel 1988 venne offerto un motore V6 da 4,3 L, che era utilizzato sulle furgonette Astro/Safari, e che era basato sullo Chevrolet Small-Block e produceva 150 CV. Nel 1989 la potenza fu incrementata a 160 CV.

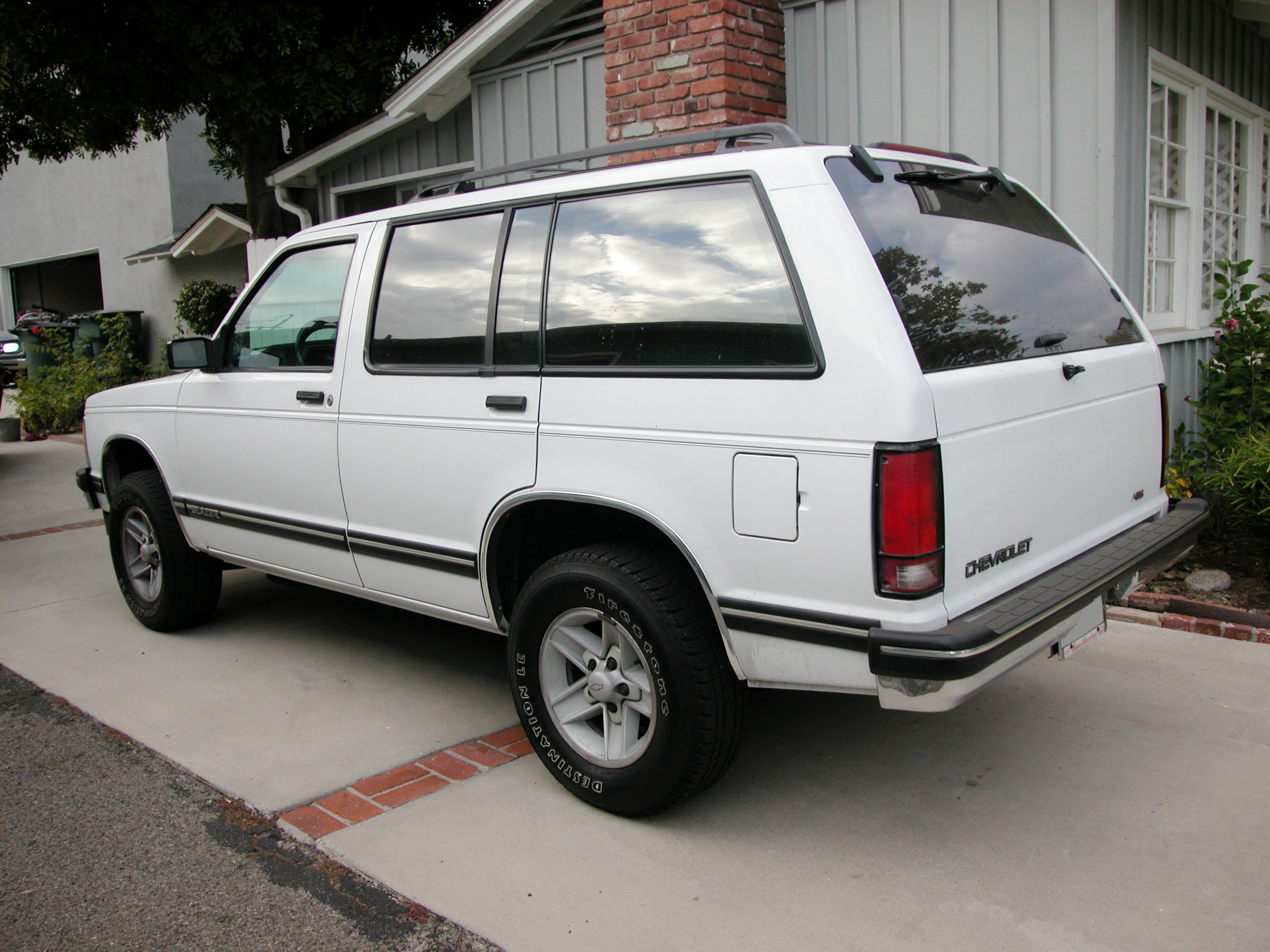
Il retro di uno Chevrolet Blazer del 1994

Nel marzo del 1990 vennero introdotte le versioni del Blazer e del Jimmy a quattro porte. Questi nuovi modelli erano più lunghi delle versioni a due porte e possedevano una calandra differente. Questa nuova calandra sancì anche l'abbandono del precedente inserto separato in metallo sotto la calandra stessa, poiché la nuova griglia era ora più alta. Gli esemplari prodotti dal marzo all'aprile 1990 erano inizialmente disponibili con la trazione integrale. I modelli a due ruote motrici iniziarono ad essere disponibili nell'estate del 1990. Ciò accadde pochi mesi dopo l'introduzione del Ford Explorer, che sostituì il Ford Bronco II, cioè sei anni e mezzo dopo che il leader del segmento, la Jeep Cherokee, debuttò in versione quattro porte. Vennero introdotti dei cerchioni in lega con disegno a forma di fiocco di neve (simili a quelli usati sulle Astro/Safari), che erano dipinti grigio carbone o color argento.
L'anno successivo apparve la più grande Oldsmobile Bravada, che possedeva un sistema a trazione integrale denominato "Smart-Trak". Sebbene la prima generazione del S-10 Blazer e del Jimmy fossero inizialmente venduti solo in versione due porte, un episodio di Motor Trend TV dichiarò che la buona notizia sarebbe stata l'introduzione del nuovo corpo vettura, mentre la cattiva notizia sarebbe stata costituita dal fatto che la versione a quattro porte sarebbe stata basata sulla precedente generazione.
I modelli del 1992 erano simili a quelli dell'anno precedente, e le uniche caratteristiche utili a distinguerli era la conformazione del lunotto e la calandra. Anche gli interni erano simili a quelli dell'anno precedente, tranne la consolle centrale ed il volante. Inoltre, nell'anno citato fu eliminata la sigla "S-15" dal nome del Jimmy.
Dal 1992 in avanti, l'S-10 Balzer ed i Jimmy vennero offerti con l'ABS montato di serie. Il motore V6 da 2,8 L fu tolto dall'offerta. Un cambio manuale a cinque rapporti rimase compreso nell'equipaggiamento di serie fino al 1994, ma solo con il motore ad iniezione. Solo due motori erano offerti tra gli optional, entrambi da 4,3 L. Il primo era ad iniezione a corpo farfallato, mentre il secondo era ad iniezione single point.
Nel 1993 ci furono pochi cambiamenti, tra cui la consolle che venne sollevata ed il cambio 4L60E che sostituì la trasmissione 700r4. La calandra venne rivista, ed ora era, in sostanza, una variante cromata della griglia presente nel truck basato sui pick-up S-10. Vennero aggiunti dei cerchioni in lega a cinque aperture.
Sebbene la seconda generazione dei pick-up della Serie-S debuttò nel 1994, l'S-10 Blazer ed il Jimmy continuarono ad essere commercializzati praticamente immutati e proseguirono ad essere basati sulla prima serie dei pick-up menzionati. Nell'anno citato venne aggiunta la terza luce di stop e venne cambiato il tipo di gas utilizzato come fluido refrigerante. All'epoca, infatti, molte case automobilistiche passarono dal freon R-12 a fluidi non contenenti clorofluorocarburi, come l'R134a. I pick-up S-10 e Sonoma, ad esempio, dal 1994 utilizzavano quest'ultimo refrigerante, come, del resto, anche tutti gli altri pick-up e SUV. Sembra che l'S-10 Blazer e il Jimmy del 1994 abbiano continuato ad usare il freon R-12 fino alla fine della produzione della loro prima serie.
Questa prima serie di S-10 Blazer/Jimmy era basata sul pianale GMT330.

## La seconda serie: (1995–2012)

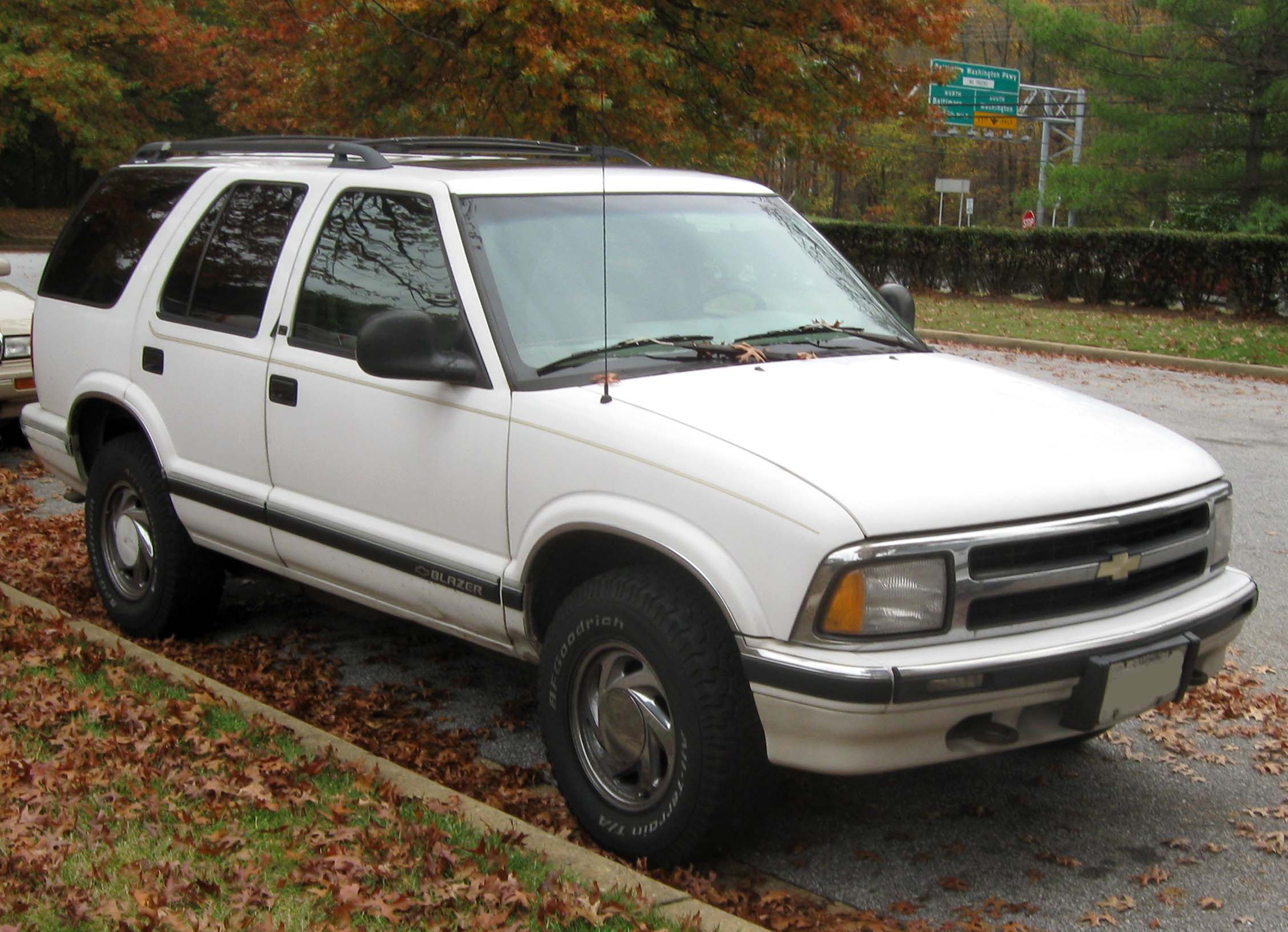
Un Chevrolet S-10 Blazer quattro porte

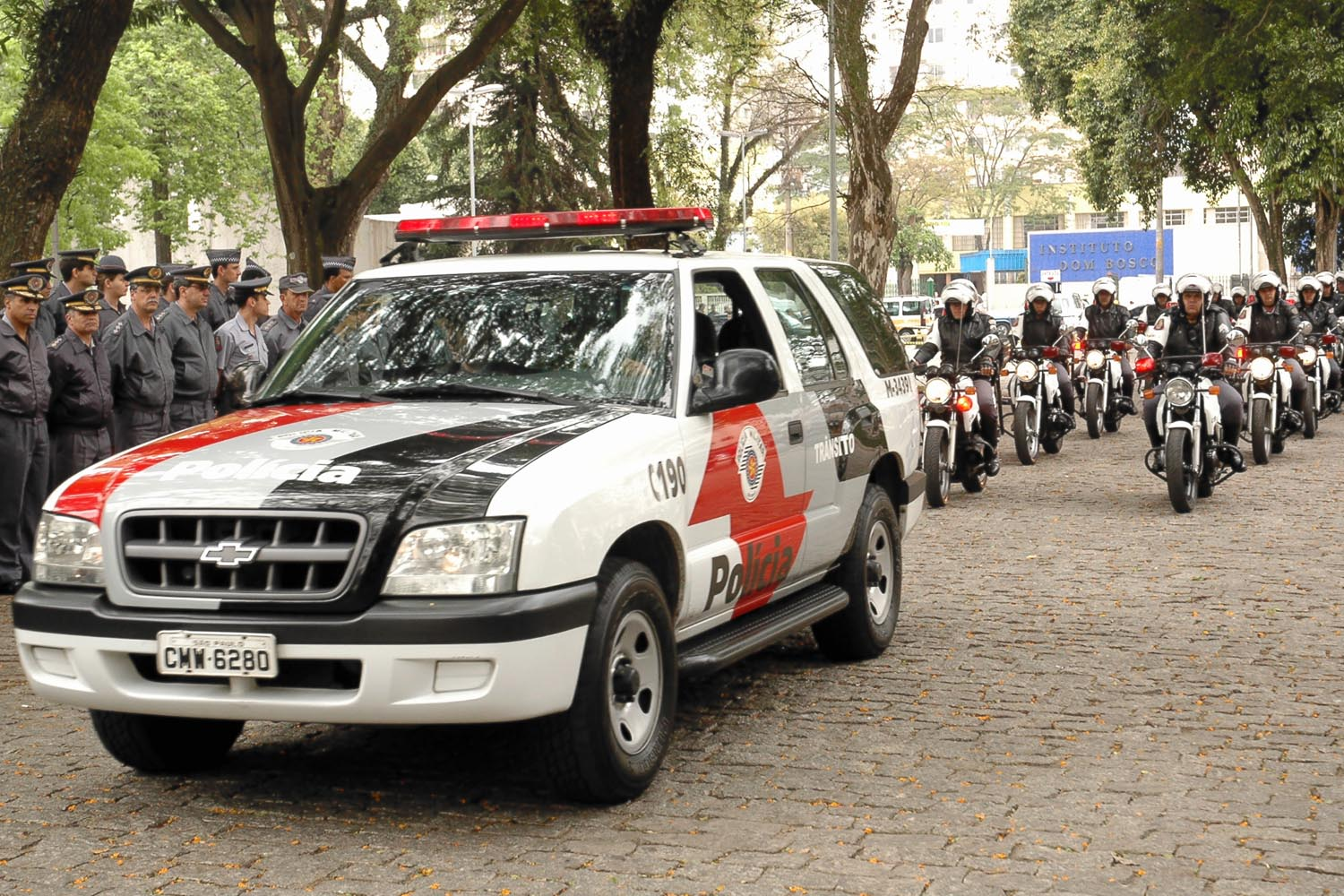
Un Chevrolet S-10 Blazer versione auto della polizia in Brasile

Nel 1994 è stata introdotta la nuova serie del Blazer. Nell'occasione, il modello ha perso la sigla S-10 nel nome, dato che il K5 Blazer è stato tolto di produzione nello stesso anno, e quindi non sussistevano più possibilità di confusione tra i due modelli. Gli interni vennero migliorati e la carrozzeria fu ingrandita, e da ciò conseguì lo spostamento del modello nella categoria dei SUV mid-size. Fu offerto, su questa serie, l'airbag lato guidatore, mentre quello lato passeggero non fu disponibile, perlomeno all'inizio. Questa serie di Blazer piacque a molti clienti per via del suo aspetto meno grezzo, per le linee più arrotondate e per la disponibilità di diversi vani portaoggetti, una caratteristica molto richiesta dalle famiglie, qualità che permisero al nuovo Blazer, di vincere nel 1995 i premi North American Truck of the Year e Motor Trend Truck of the Year, nonche il premio Canadian Car of the Year per la categoria Best New Sport Utility Vehicle (tutti premi vinti l'anno dopo dal più grande Chevrolet Tahoe/GMC Yukon).
Questa serie di Blazer era disponibile con un solo tipo di motore, il Vortec 4300 V6 da 4,3 L di cilindrata. Molti esemplari erano a trazione integrale.
Nel 1998, gli interni e la linea vennero aggiornati. Fu disponibile un nuovo cruscotto avente bottoni più grandi e controlli più ergonomici, e vennero previste delle maniglie più grandi e dei poggiatesta per i sedili posteriori. Ora era disponibile l'airbag lato passeggero. Un frontale simile a quello della gamma di pick-up Chevrolet, con doppi fanali sovrapposti, sostituì la più vecchia configurazione a faro singolo, facendo così assomigliare il modello ai veicoli basati sulla piattaforma GMT400. Nel 1999, vennero introdotti dei nuovi specchietti retrovisori ripiegabili. Nel 2000 furono introdotti nei nuovi paraurti anteriori e venne eliminato l'ornamento laterale. Nel 2001 fu introdotta una nuova consolle.
Nel 1999 la Chevrolet introdusse un pacchetto a edizione limitata, il TrailBlazer, che era disponibile in due allestimenti, LS e LT. Questo pacchetto offriva alla clientela degli interni più lussuosi ed un equipaggiamento migliore. Nel 2002 il TrailBlazer divenne un modello a sé stante. Un modello simile al Blazer fu il GMC Envoy, che aveva molte parti in comune con la Bravada.
Per celebrare il 30º anniversario del Jimmy, venne commercializzata una versione speciale del modello GMC, chiamata Diamond Edition. Non troppo diversa dall'Envoy, aveva dei sedili rivestiti in pelle con cuciture dal disegno romboidale e possedeva altre caratteristiche ricercate. Nello stesso tempo, una versione speciale disponibile solo in versione due porte, il Blazer Xtreme, fu aggiunta alla gamma. Venne offerta fino al 2004.
Il Jimmy fu tolto dal mercato nel 2001. Negli Stati Uniti, la produzione del Blazer continuò fino al 20 aprile 2005. Un Blazer di colore bianco fu l'ultimo esemplare prodotto. Sebbene nel continente americano l'assemblaggio fosse terminato, la produzione in Brasile, che ebbe inizio nel 1997, continuò fino al 2012, quando è stato introdotto il Chevrolet Traverse, che in Sudamerica è conosciuto come GrandBlazer. In Indonesia, il modello è stato rimarchiato "Opel Blazer". La versione indonesiana fu disponibile solo a cinque porte e con trazione su un solo asse. Nel secondo restyling, la versione indonesiana ricevette le stesse caratteristiche stilistiche della versione brasiliana e venne anche rimarchiata come Chevrolet. In Indonesia il modello era disponibile con un motore a quattro cilindri in linea da 2,2 L di cilindrata.
L'Insurance Institute for Highway Safety diede un basso giudizio al modello, in caso di urto frontale.
Il modello era offerto con due cambi, il 4L60-E automatico a quattro rapporti, ed una trasmissione manuale a cinque velocità.
Anche questa prima serie di S-10 Blazer/Jimmy era basata sul pianale GMT330.

### Allestimenti e modelli
| Blazer                    | Jimmy           |
| ------------------------- | --------------- |
| Base                      | SL              |
| LS allestimento base      | SLS             |
| LT allestimento superiore | SLE             |
| Trailblazer               | SLT             |
| Xtreme                    | Diamond Edition |
| ZR2 Off-road              | Envoy           |

### Motorizzazioni
- 1995 – 4,3 L di cilindrata, Vortec 4300 L35, V6, iniezione, 195 CV di potenza/339 N•m di coppia[4]
- 1996-2002 – 4,3 L, Vortec 4300 L35, V6, iniezione, 190 CV/339 N•m[5]
- 2002-2005 – 4,3 L, Vortec 4300 LU3, V6, iniezione, 190 CV/339 N•m[6]